# Musée d'histoire naturelle

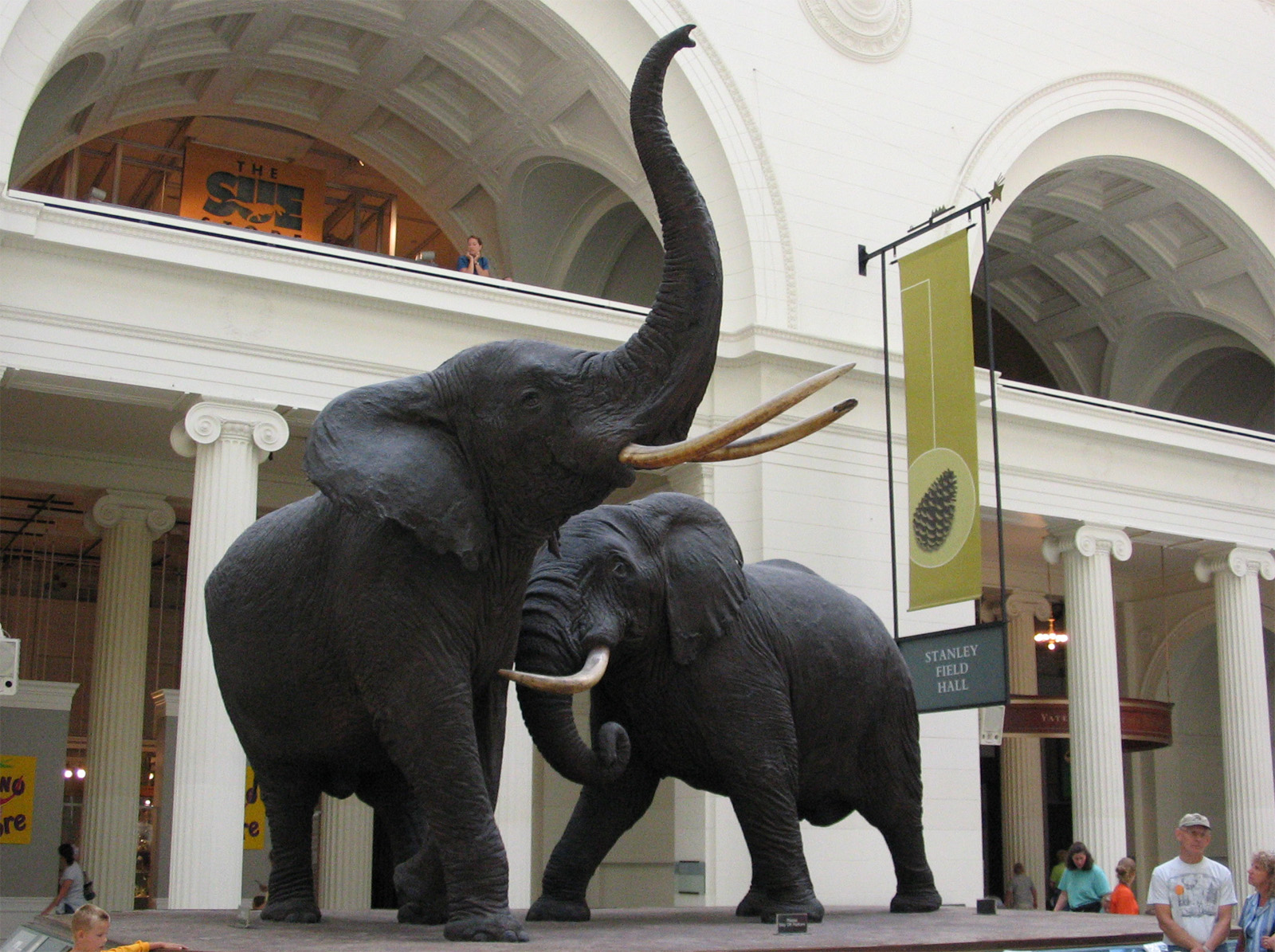
Musée Field de Chicago.

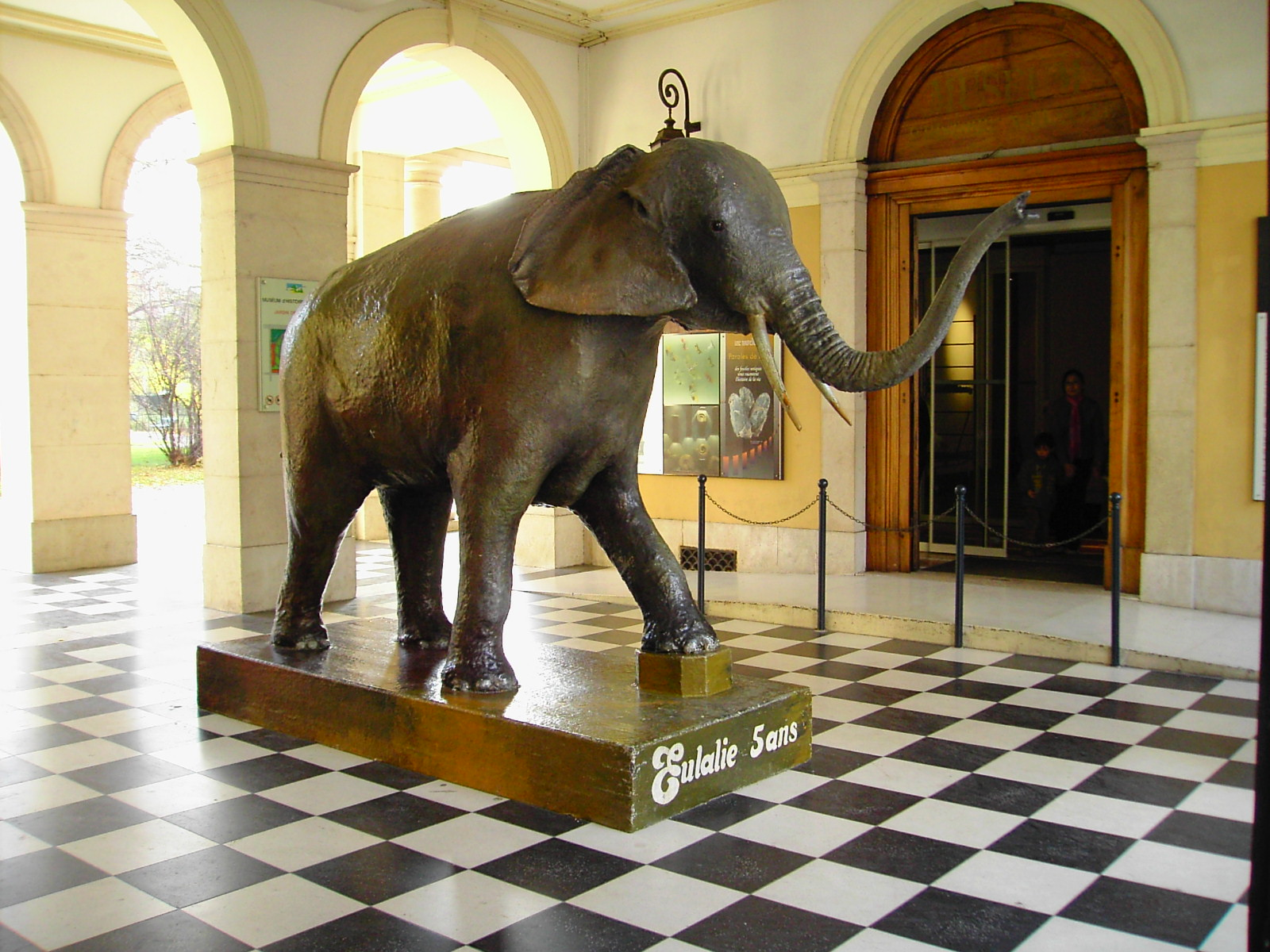
Muséum de Grenoble.

Un musée d’histoire naturelle est un musée qui conserve et présente des collections de sciences naturelles (zoologie, botanique, géologie, écologie, climatologie, etc.) mais aussi, assez fréquemment, d’anthropologie (ethnologie, préhistoire) ou d’histoire des sciences.
Le mot « muséum » avec un accent désigne, dans les pays francophones, 25 musées de sciences naturelles (soit la plupart d'entre eux, dont 23 en France et 2 en Suisse romande). Ce terme apparaît en français pendant la Révolution française, en référence au Mouseîon d'Alexandrie, lorsque sont institués en 1791 le « Muséum central des Arts de la République » par le décret de l'Assemblée nationale du 26 mai 1791 et en 1793 le « Muséum national d'histoire naturelle » par le décret de la Convention du 10 juin 1793 . Par la suite « Muséum » (à la place de « Musée ») n’est conservé que pour le second établissement, à partir duquel il diffuse sous la dénomination de « Muséum d'histoire naturelle » en France et en Suisse romande. En conséquence, l’expression « Muséum d’histoire naturelle » est un pléonasme en français puisque le terme « Muséum » ne s’applique qu'à des musées d’histoire naturelle, et c’est pourquoi au moins cinq d’entre eux (Besançon, Cherbourg, Toulon, Grenoble et Toulouse) s’intitulent plus simplement « Muséum ». Dans les autres langues, il n’y a pas de terme réservé à des musées d’histoire naturelle : le même mot désigne tous les musées (le plus souvent sous la forme museum sans accent, ou bien museo, müze, museu, muzej, múzeum, музей…).
Les musées d'histoire naturelle de renom ont trois grandes fonctions complémentaires :
- le développement de la connaissance scientifique ;
- la pédagogie et l'enseignement ;
- la conservation, la gestion et la mise à jour de collections.

Dans le domaine des sciences naturelles et parfois des sciences et techniques, ils peuvent avoir une vocation de recherche fondamentale et appliquée, de plus en plus pluridisciplinaire.
Les musées d'histoire naturelle vulgarisent la connaissance scientifique pour différents publics, des enfants aux étudiants des universités ou grandes écoles, en utilisant ou adaptant les techniques classiques de la muséologie. Ils présentent l'histoire de la vie et des espèces actuelles et passées au public, avec d'éventuels éléments prospectifs, dans le cadre de la présentation de collections permanentes ou d'expositions ponctuelles, de conférences, films, ouvrages, etc.
Les collections qui proviennent parfois d'anciens cabinets de curiosité doivent être décrites, et entretenues avec les méthodes appropriées et les plus modernes (en particulier les collections d'animaux naturalisés ou de plantes séchées).
Parfois, des musées d'histoire naturelle disposent de collections botaniques ou zoologiques vivantes s'ils sont associés à un jardin botanique ou à un parc zoologique, ou s'ils incluent un aquarium public ou un vivarium. C'est le cas historique du Muséum national d'histoire naturelle de Paris qui comprend le Jardin des Plantes et sa ménagerie.

## Historique
Jusqu’à la fin du XVIIIe siècle, les cabinets de curiosités, les ancêtres des musées, donnent à voir à un public restreint aussi bien des objets issus de la nature que des livres, des œuvres d’art ou des antiquités. Il s’agit de faire un inventaire le plus exhaustif possible des richesses de la nature et de l’industrie humaine et de les présenter dans un ordre cohérent par rapport aux conceptions qui sont celles de l’époque. La finalité de la science est d’abord classificatoire : en botanique et en zoologie, les travaux de Linné (le Species Plantarum de 1753 et le Systema naturae de 1758) marquent le début et permettent le développement de la systématique moderne. La distinction entre ce qui est exposé et ce qui est réservé à l’étude, hors du regard, n’existe pas encore. Il en résulte un grand foisonnement d’objets, chaque espace, y compris les plafonds, étant utilisé.
Le premier musée d'histoire naturelle américain a été établi à Charleston en 1773, le deuxième à Philadelphie (le Peale Museum) en 1784. Un second Peale Museum est créé à Baltimore en 1814.
Dans la capitale française, le Muséum national d'histoire naturelle est fondé officiellement par décret le 10 juin 1793.

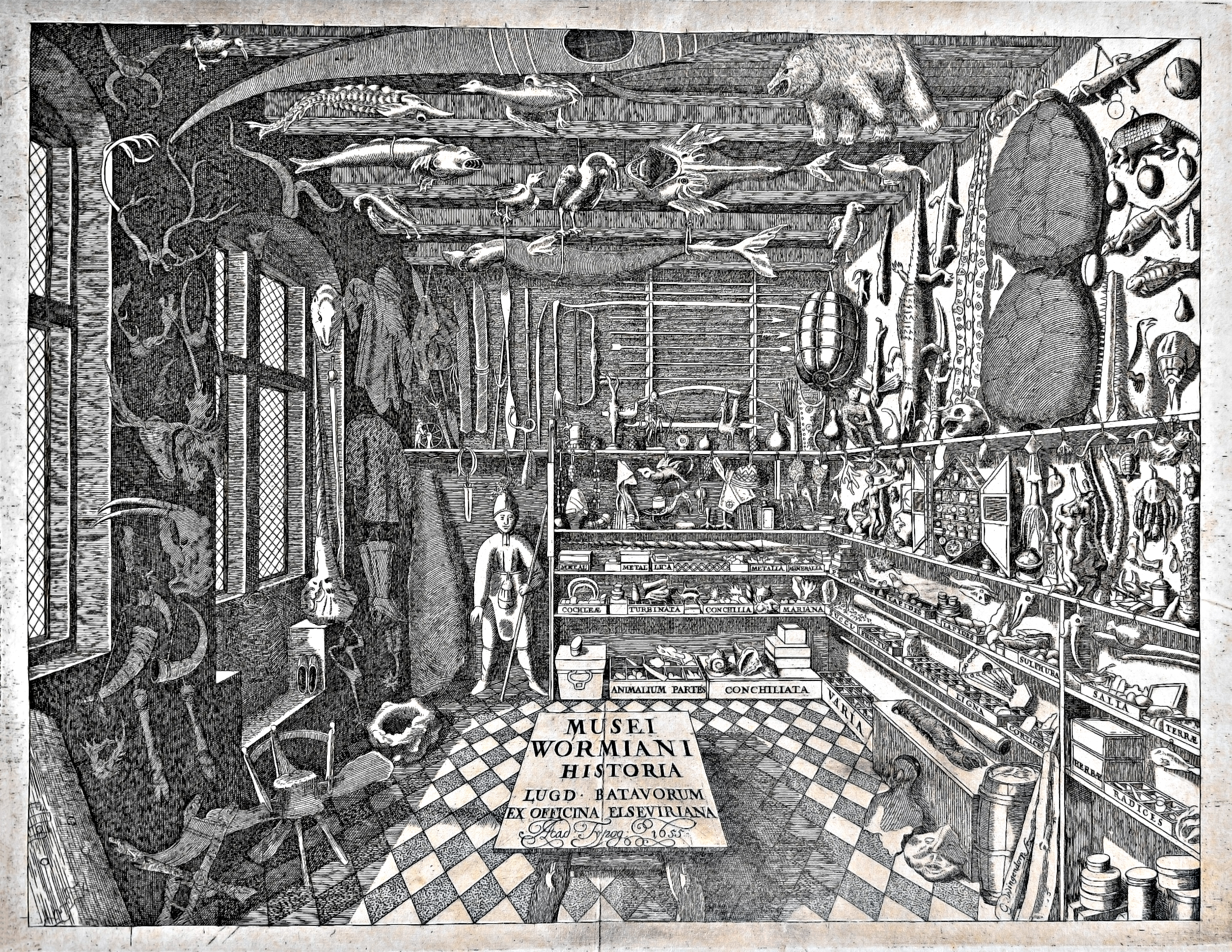
Cabinet de curiosités de Ole Worm en 1655.

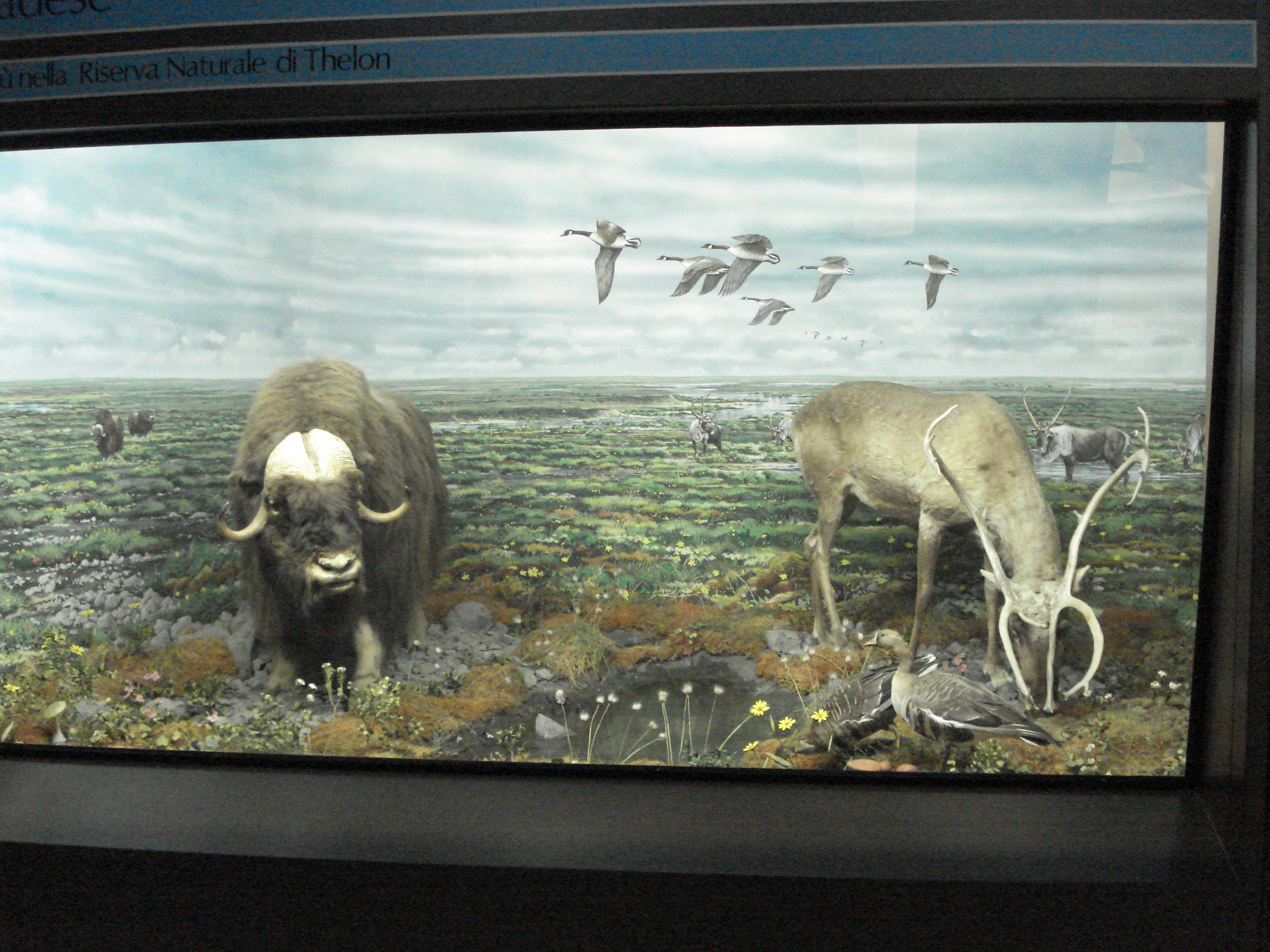
Diorama. Musée municipal d'histoire naturelle, Milan.

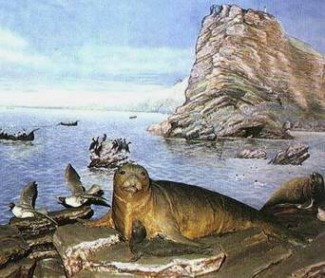
Diorama présentant des exemplaires naturalisés de phoques moines à ventre blanc (Monachus monachus albiventer) du cap Kaliakra, sous-espèce de la Mer Noire aujourd'hui disparue.

Le XIXe siècle peut vraiment être considéré comme l'âge d'or de la création des musées d'histoire naturelle. Au cours de ce siècle, la plupart des grandes villes se dotent de telles institutions. Les musées d’histoire naturelle qui se créent à un rythme accéléré au début du XIXe siècle – une ouverture par an en France entre 1820 et 1850, par exemple – se positionnent dans la continuité de la tradition des Cabinets. Les différentes disciplines se sont individualisées et il n’est plus concevable qu’une même institution soit en même temps un musée d’art, un musée de sciences et une bibliothèque. Si la volonté d’exhaustivité perdure, les présentations artistiques qui prévalaient dans les Cabinets disparaissent au profit de l’ordonnancement rigoureux des spécimens selon les classifications en usage. Toutes les collections sont encore présentées au public.
Les premières expositions thématiques et les premiers dioramas apparaissent à la fin du XIXe siècle. Ces nouvelles scénographies impliquent la présentation de moins de spécimens mais proposent des mises en perspective plus variées : on passe d’un discours purement descriptif et classificatoire à un discours synthétique et didactique. L’accès à la plus grande partie des collections est alors retiré au public et devient l’apanage des experts dans les espaces protégés que sont les réserves. La distinction entre ce qui est du domaine de l’exposition et ce qui relève des réserves se fait pourtant lentement. En France, par exemple, la plupart des musées d'histoire naturelle présentent longtemps encore la totalité de leurs collections dans des salles d’exposition saturées et il faut attendre les années 1980 pour qu’une première vague de rénovations de grande ampleur entreprennent à la fois une refonte complète des expositions permanentes et la création de lieux complètement déestinés à la conservation.
Le nombre de musées d'histoire naturelle va sensiblement décroître au XXe siècle en raison de toute une série de facteurs : changement de nature des loisirs, recul des loisirs et des collections scientifiques, urbanisation croissante, apparition des médias modernes facilitant l'accès à la connaissance du monde naturel…

## Collections
Les musées d’histoire naturelle ont de façon traditionnelle tenté de rassembler aussi bien des collections représentatives du milieu naturel les environnant immédiatement (flore, faune et géologie locales) que des collections exotiques.
Aux grands voyages d’exploration scientifique qui jalonnent la première moitié du XIXe siècle va succéder l’expansion coloniale. Les régions les plus lointaines et les objets de sciences naturelles qu’elles abritent deviennent de plus en plus facilement accessibles. Les collections s’enrichissent considérablement selon diverses modalités : réseaux de correspondants (voyageurs, missionnaires, militaires et fonctionnaires coloniaux…), dons de collections privées parfois fort importantes, campagnes de collectes organisées par les institutions muséales elles-mêmes, échanges entre musées, achats auprès de maisons spécialisées… À la fin du XIXe siècle, Rowland Ward à Londres, Deyrolle ou les frères Édouard et Jules Verreaux à Paris sont en mesure de fournir peaux et naturalisations provenant de tous les continents. Le musée peut également acquérir les cadavres d’animaux issus de parcs zoologiques ou d’aquariums publics. Il arrive d’ailleurs, comme c’est encore le cas à Paris, à Besançon, mais surtout dans les pays germaniques, que l’établissement muséal comprenne des présentations d’animaux vivants, ménageries, parcs zoologiques, terrariums, vivariums, aquariums… Les ponctions de spécimens dans les milieux naturels sont devenues aujourd’hui déontologiquement plus difficiles à assumer : le recours aux collections vivantes conservées par les parcs zoologiques représente dès lors pour les musées la principale source d’animaux à naturaliser.
De même, il arrive, comme c’est le cas à Paris, qu'un jardin des plantes ou un jardin botanique soit rattaché à l’établissement muséal. Les collections botaniques vivantes permettent de réaliser ou de compléter un herbier (collection de plantes séchées), une séminothèque (collection de graines) ou une carpothèque (collection de fruits), qui permettent de comparer et d'identifier des genres ou des espèces de plantes.
Certains musées abritent d’importantes collections d’échantillons qui servent de référence à la géologie et à la paléontologie dans le monde.

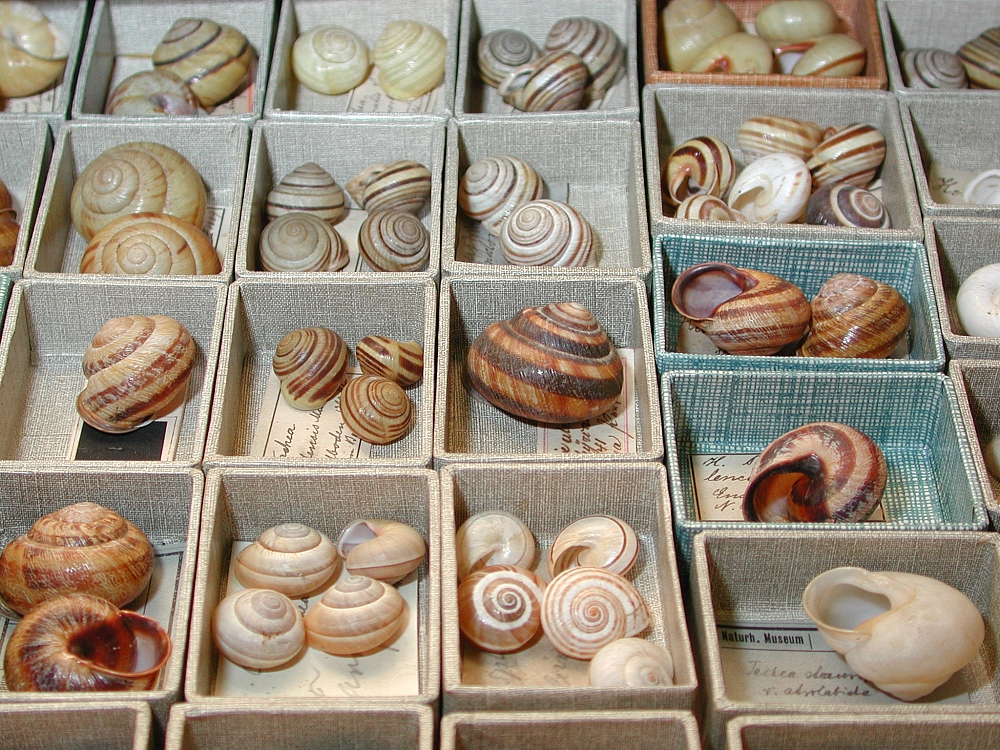
Collections de conchyliologie au musée de Wiesbaden

Les collections ainsi rassemblées ont parfois atteint au fil des années des tailles énormes et certaines peuvent comprendre des spécimens disparus dans la nature. Les plus grandes collections mondiales (le Musée national d'histoire naturelle des États-Unis à Washington, le Musée d'histoire naturelle de Londres et le Muséum national d'histoire naturelle à Paris), comptent respectivement 125, 70 et 60 millions de spécimens. Celles qui dépassent le million de spécimens ne sont pas exceptionnelles. Ces grands volumes, s’ils constituent une richesse indéniable, ne sont pas sans poser divers problèmes, à commencer par ceux de leur gestion (inventaire) ou de leur conservation.
Ces collections ont longtemps étaient considérées comme fongibles, chaque spécimen les composant pouvant plus ou moins aisément être remplacé par un équivalent. De ce fait, le problème de leur conservation passait au second plan alors même que, constituées dans leur grande majorité de matière organique, du moins pour ce qui concerne la zoologie et la botanique, elles sont par nature particulièrement sensibles aux agents de dégradation physiques (lumière, hygrométrie, température, poussière...) ou biologiques (insectes principalement). Cet état de fait tend toutefois à évoluer de nos jours : avec la prise de conscience que la nature n’est pas inépuisable, que la biodiversité diminue ou encore que les sites géologiques ne peuvent être renouvelés, les musées d’histoire naturelle s’aperçoivent qu’ils conservent un patrimoine naturel de plus en plus irremplaçable (le cas le plus parlant étant celui du spécimen naturalisé d’une espèce aujourd’hui éteinte) et gèrent désormais leurs collections en conséquence.

## Recherche
Les musées d’histoire naturelle ont été jusqu’au milieu du XIXe siècle les lieux où se faisait la recherche en sciences naturelles. Ce rôle a eu tendance ensuite à s’effacer au profit des universités.
Aujourd’hui seules les grandes institutions conservent des missions de recherche. À Washington, par exemple, le Musée national d'histoire naturelle des États-Unis abrite 185 scientifiques qui peuvent exploiter les 125 millions de spécimens, dans toutes les disciplines des sciences naturelles, que possède le musée.
Toutes les collections de sciences naturelles gardent un intérêt scientifique et sont consultées pour cette raison.
Tout d’abord dans le cadre de recherches en systématique. Les musées ont en effet la charge de conserver les spécimens types qui servent d’étalons aux millions de noms de taxons attribués depuis Linné. Le développement de la phylogénétique et les nouvelles possibilités offertes par le séquençage de l’ADN sur des spécimens même anciens ouvrent de nouveaux champs d’application.
Sur un autre plan, ces collections immenses constituent des bases de données naturalistes susceptibles d’être utilisées par les écologues pour apprécier l’évolution dans le temps des populations qu’ils étudient.

## Diffusion du savoir
Les musées ne se définissent pas seulement par leurs collections mais aussi par la présentation de celles-ci au public. Dans leurs disciplines, les musées d’histoire naturelle sont, par le travail de vulgarisation qu’ils accomplissent, des lieux de culture scientifique de premier plan.
Les expositions permanentes ou temporaires restent des moyens privilégiés de transmission des connaissances. Les musées d'histoire naturelle ont su exploiter une large palette de nouveautés technologiques (bornes interactives, multimédia, animatiques, etc.) pour moderniser leur muséographie.
L’exposition n’est toutefois qu’un des outils utilisés par le musée. Ses activités culturelles peuvent se décliner selon de nombreux autres axes : cycles de conférences ou de films, programmes d’animations auprès de publics scolaires ou plus spécifiques (très jeunes enfants, personnes handicapées, etc.), sorties sur le terrain, service de médiathèque, publication d’ouvrages, etc.

## Galerie

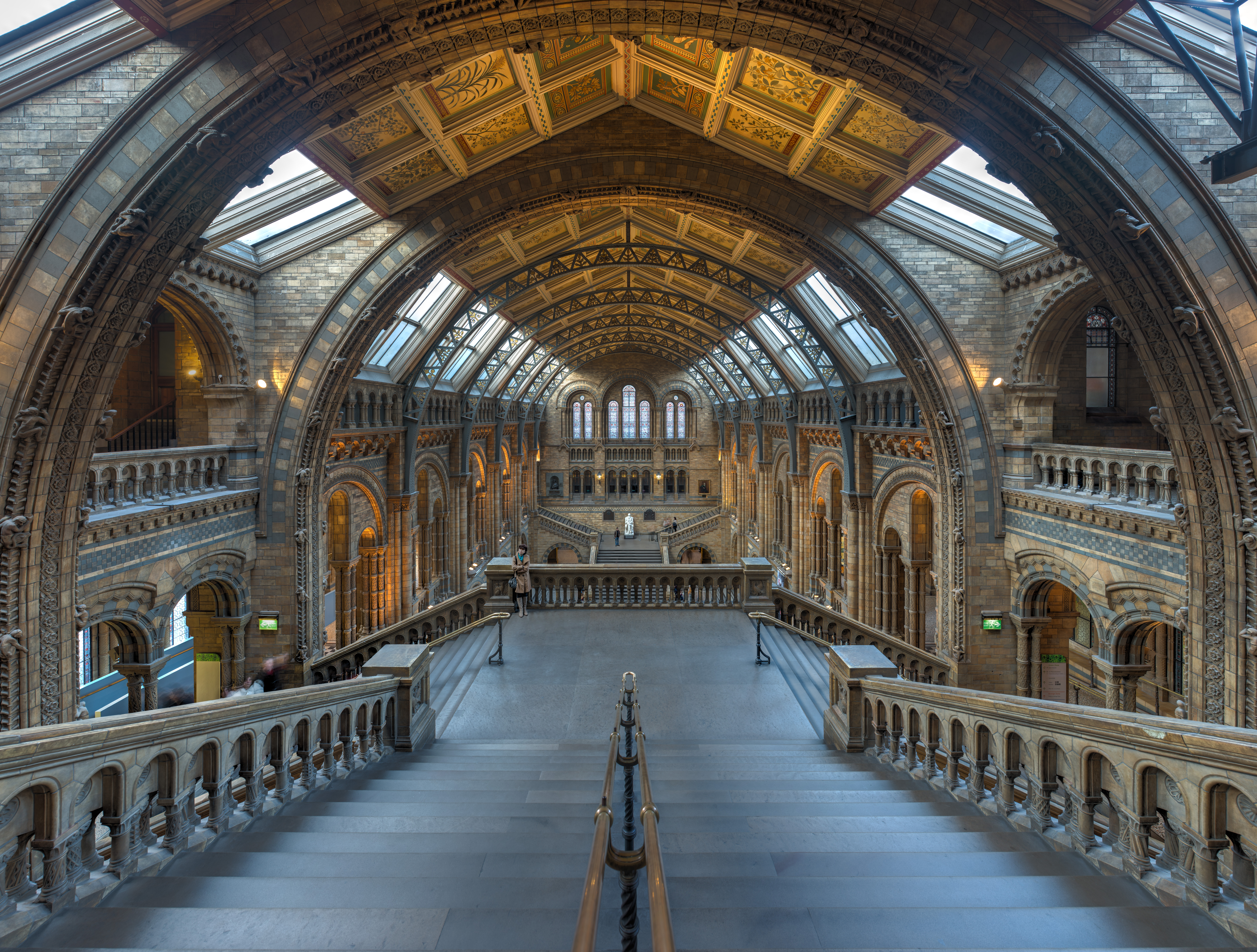
Le grand hall du Musée d'histoire naturelle de Londres
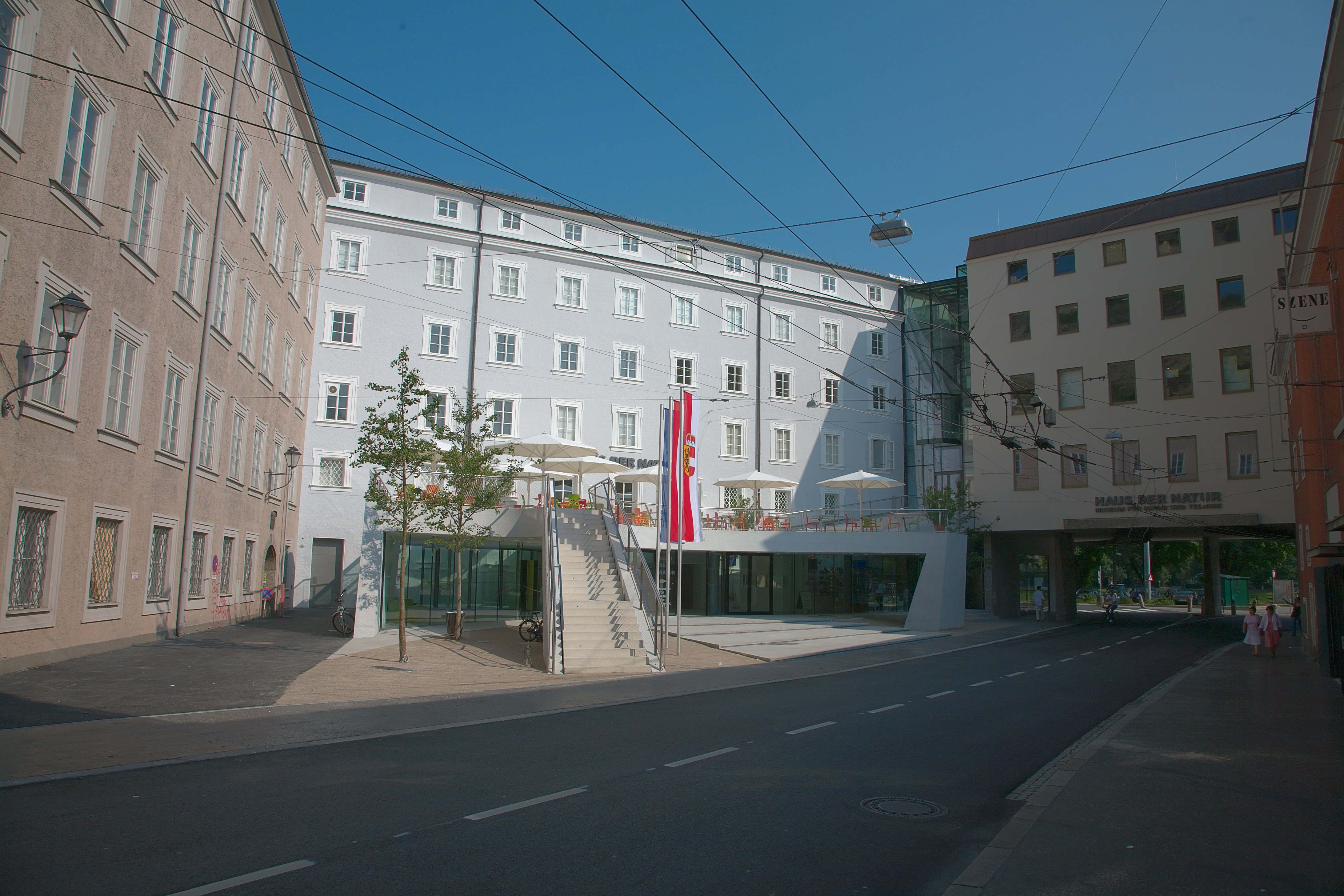
Les trois bâtiments sur 4 à 6 niveaux de la Haus der Natur de Salzbourg (Autriche)
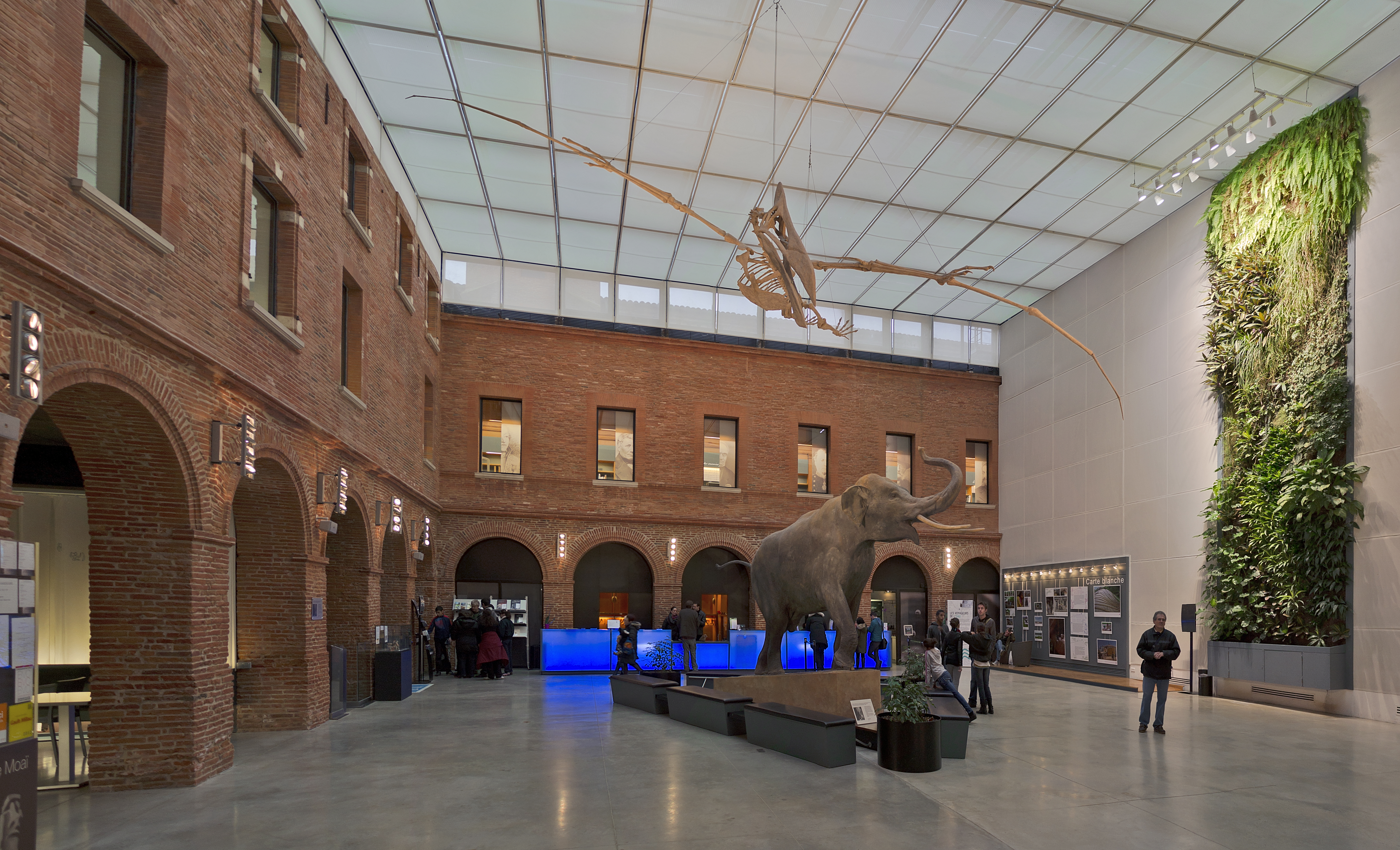
Le « grand carré » d'accueil du Muséum d'histoire naturelle de Toulouse
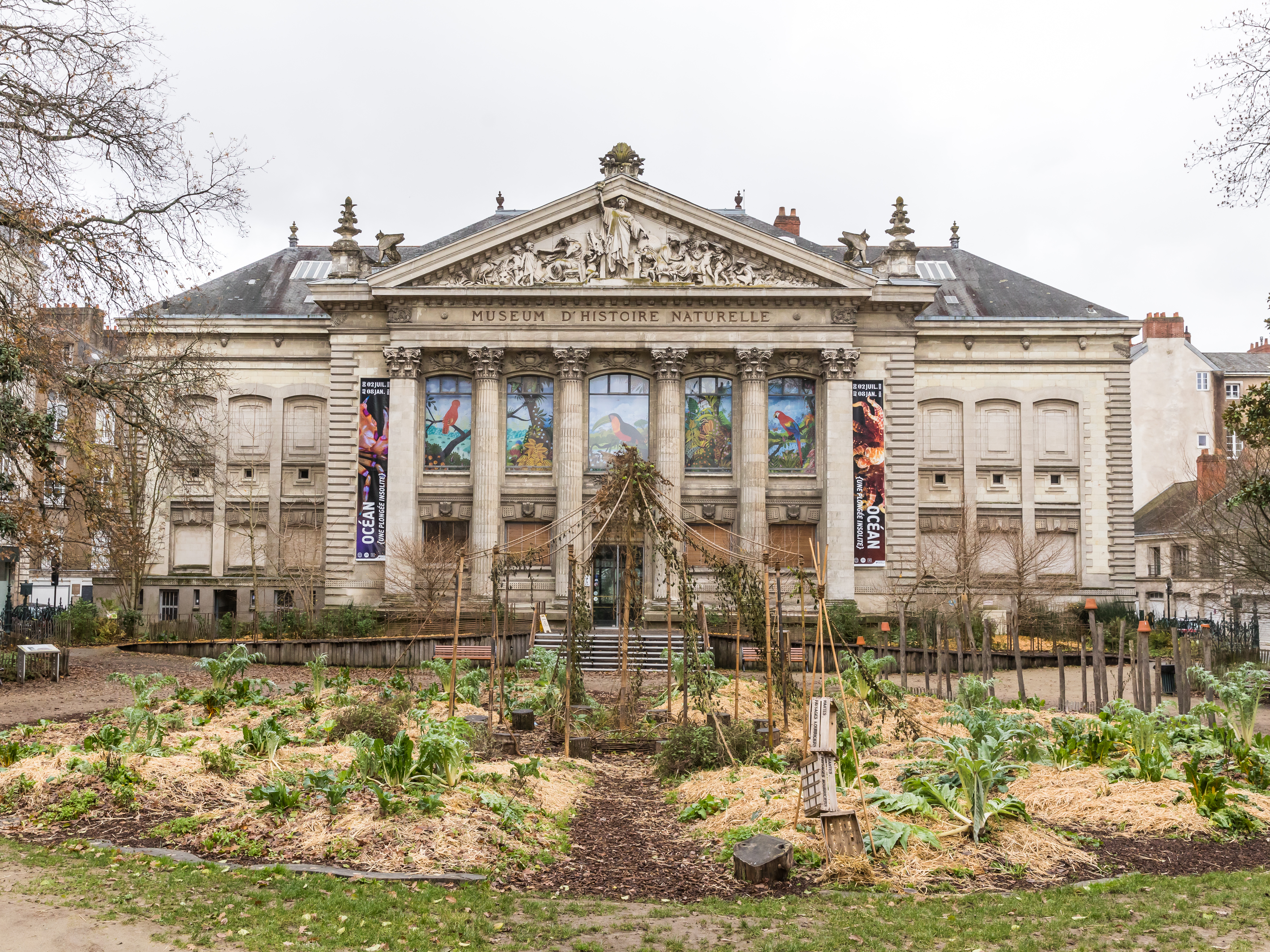
Muséum d'histoire naturelle de Nantes dans son édifice construit à cet effet, fin du XIXe siècle
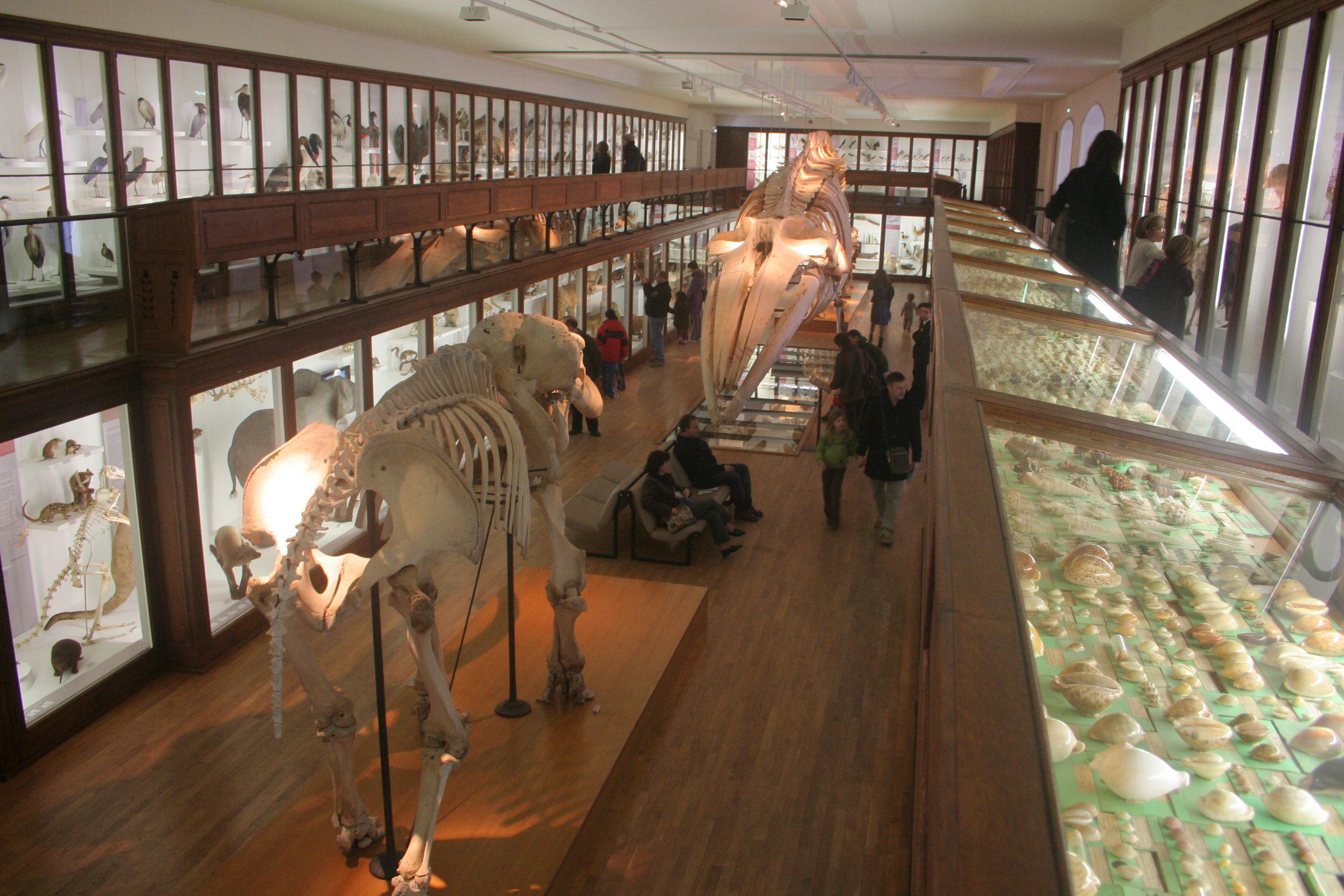
Éléphant et baleine du muséum de Nantes
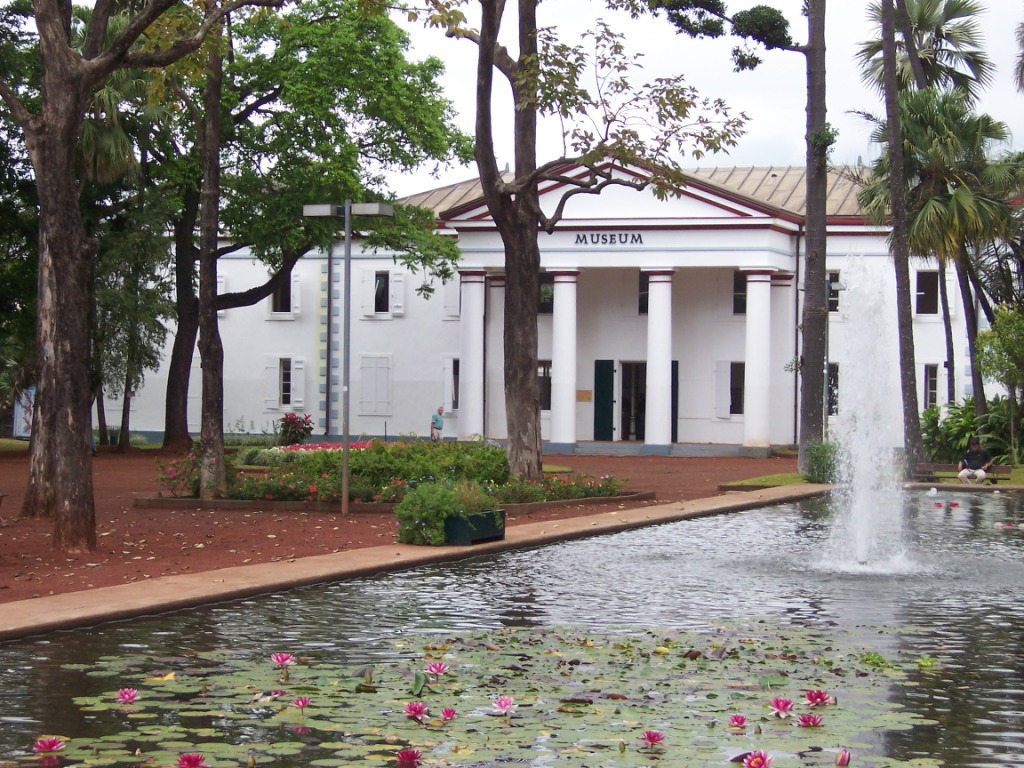
Muséum de Saint-Denis-de-la-Réunion